# Tyler Barnhardt
Tyler Davis Barnhardt (Raleigh, 13 gennaio 1993) è un attore statunitense.

## Biografia
Nato e cresciuto nella Carolina del Nord, ha esordito sul piccolo schermo  nel 2016 in un episodi di Turn: Washington's Spies. Da allora ha recitato regolarmente in televisione, dove è noto soprattutto per il ruolo di Tyler nella terza e quarta stagione (in quest'ultima principale) di Tredici e quello nel cast principale di Connor in Bel-Air.
È sposato con Adriana Schaps dal 2023.

## Filmografia parziale

### Cinema
- Cheerleader per sempre (Senior Year), regia di Alex Hardcastle (2022)

### Televisione
- Underground - serie TV, 3 episodi (2017)
- Bull - serie TV, 1 episodio (2017)
- Scorpion - serie TV, episodio 4x04 (2017)
- Tredici (13 Reasons Why) - serie TV, 23 episodi (2019-2020)
- All Rise - serie TV, 2 episodi (2020)
- Bel-Air - serie TV, 11 episodi (2022-2024)
- This is Us - serie TV, episodio 6x10 (2022)
- The Sex Lives of College Girls - serie TV, 3 episodi (2024-2025)

## Doppiatori italiani
Nelle versioni in italiano delle opere in cui ha recitato, Tyler Barnhardt è stato doppiato da:
- Mirko Cannella in Bull, Bel-Air
- Davide Farronato in Tredici
- Jacopo Venturiero in All Rise
- Manuel Meli in Cheerleader per sempre